# 邢永明
邢永明（1959年—），内蒙古武川人，汉族，中华人民共和国教育界人物。

## 生平
2007年任内蒙古工业大学校长，曾任副校长。
毕业于内蒙古工学院和清华大学固体力学专业。2013年，被选为全国人大代表。2018年1月，当选第十三届全国政协委员。